# Schliha
Schliha is een historisch Duits motorfietsmerk.
De bedrijfsnaam was: Schlüpmannsche Industrie- & Handelsgesellschaft mbH, later Schliha GmbH, Berlijn-Niederschönwiede.
Schlüpmann was een Duitse constructeur, die "bovengestuurde” tweetakten (met een inlaatklep!) van 129- tot 596 cc bouwde. Ze werden uitgevoerd in een hemelsblauwe kleur. Vooral de zwaardere typen vertoonden technische onvolkomenheden. De productie begon in 1924 en eindigde in 1933.